# 扎萨克图图们汗
圖們（1539年—1592年），尊号扎萨克图汗，蒙古大汗，察哈尔部第三任统治者。
圖們是库登汗達赉遜的儿子，1557年继位。驻牧察哈尔万户，在西拉木伦河流域游牧。在他统治期间，为了重振正统蒙古可汗早已傍落的皇权，重新统一蒙古诸部，曾采取组阁的办法于左右各三万户中选人担任“执政理事”，颁布法典形成蒙古内政外交的统一，故被称为「扎萨克图」（蒙古的法典称为扎萨，扎萨克图的意思就是法典的制定者）。
对内他任命左右翼五人执政，《萨拉图吉》（大黄册）记载：他“召集六万户，制定了大法。于左翼三万户中，令阿穆岱·洪台吉，喀尔喀之苏巴海·卫征，右翼三万户之鄂尔多斯库图克台·彻辰洪台吉、阿速特之诺木达喇·古拉齐·诺颜、土默特之阿穆岱·楚噜克洪台吉等人执政”。此为清代蒙古扎薩克制度的原型。
强盛时他有六万铁骑，对外征服了达斡尔和额里克特人（鄂温克族的祖先）。他还多次入侵明朝边界，明朝称之为土蛮。由于他在位三十餘年，明朝将察哈尔蒙古也称为土蛮。他纠合察哈尔、内喀尔喀、乌济叶特诸部，多次攻打明朝蓟镇、辽东。被明朝辽东总兵李成梁击败。1576年，皈依藏传佛教格鲁派，曾经请三世达赖喇嘛到察哈尔传教，然而没有成行。组织人力翻译《甘珠尔经》。去世后，其子布延继位。